# Český kancionál
Český kancionál byl kancionál pro diecéze české církevní provincie římskokatolické církve, který poprvé vyšel v roce 1921 a nahradil dvoudílný Svatojanský kancionál z let 1863-1864. Uspořádal jej prof. PhDr. Dobroslav Orel, texty písní upravil Vladimír Hornof. Dosáhl celkem 17 vydání (1921, 1926, 1928, 1932, 1936, 1939, 1940, 1944, 1947, 1950, 1953, 1956, 1957, 1959, 1963, 1966 a 1968).
Stejně jako obdobné kancionály na Moravě (olomoucká Boží cesta, v brněnské diecézi Cesta k věčné spáse a později Cyrilometodějský kancionál) byl uspořádán podle liturgických období a obsahoval z větší části tzv. mešní písně. Později byl nahrazen jednotným kancionálem, který zohlednil také změny nastalé po druhém vatikánském koncilu.